# 오, 개척자여!

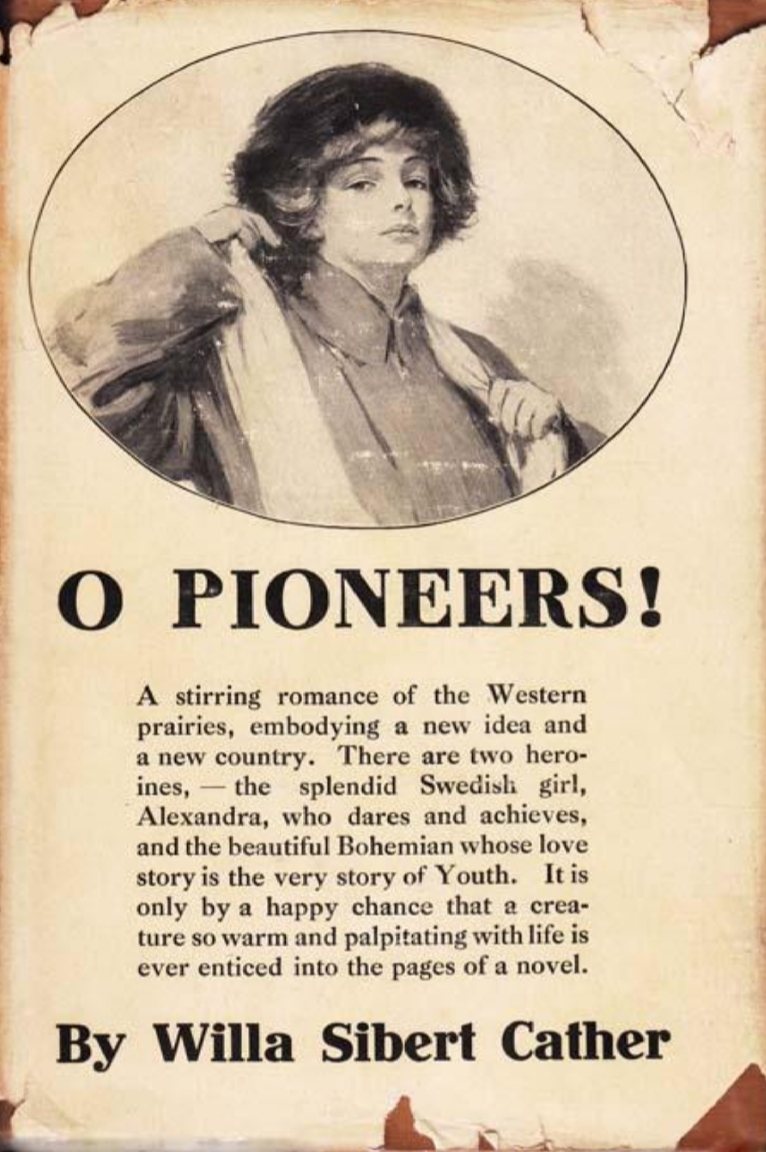

《오, 개척자여!》(O,Pioneers!)는 윌라 캐더의 1913년 장편소설이다.
소녀시대를 네브래스카에서 보낸 1880년대의 캐더는 광대한 초원을 사랑하고 있었다. 이 소설은 스웨덴의 이민(移民) 존 베르그송이 죽은 후, 딸 알렉산드라가 대불황(大不況)에도 굽히지 않고 동생들을 격려하면서 대농장주로서 군립하는 모습을 보여주어
위대한 인내력은 토지를 사랑하는 소녀로부터 생겨난다는 승리감과, 대자연을 음악적 율동과 간결한 문장으로 엮고 있다. 제목은 휘트먼의 시에서 빌어온 것이다.